# NGC 16
NGC 16 (ook wel PGC 660, UGC 80, MCG 4-1-32, ZWG 477.61 of ZWG 478.33) is een lensvormig sterrenstelsel in het sterrenbeeld Pegasus.
NGC 16 werd op 8 september 1784 ontdekt door de Duits-Britse astronoom Wilhelm Herschel.